# Cima dei Preti
La Cima dei Preti est un sommet des Préalpes carniques situé à la limite du Frioul-Vénétie Julienne et de la Vénétie. Atteignant une altitude de 2 706 m, il s'agit du point culminant des Préalpes carniques et de la province de Pordenone.